# Guido Mantega

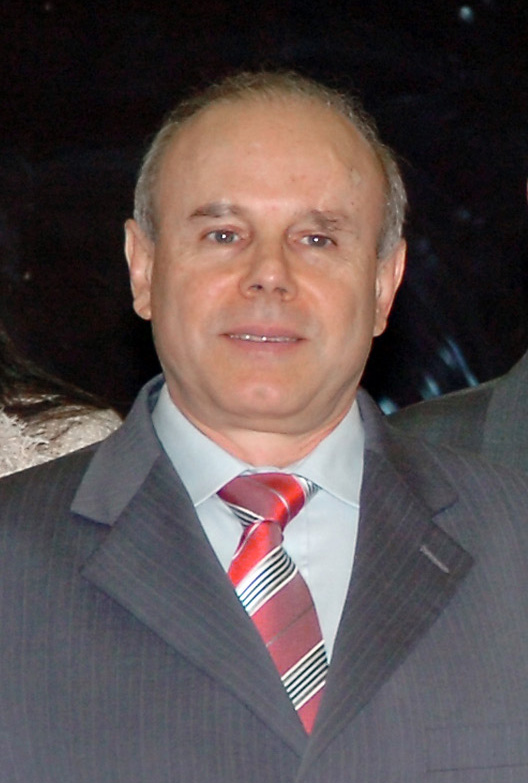
Guido Mantega

Guido Mantega (* 7. April 1949 in Genua, Italien) ist ein italo-brasilianischer Politiker und Wirtschaftswissenschaftler. Er war Finanzminister sowie Minister für Planung, Budgetierung und Verwaltung der Regierung des Präsidenten Lula. Er war erneut Finanzminister in der ersten Legislaturperiode der Regierung Dilma Rousseff. Sein Amtsnachfolger als Finanzminister war Joaquim Levy.

## Leben
Mantega studierte an der Universität von São Paulo Wirtschaftswissenschaften. Nach seinem Studium erhielt er eine Anstellung als Hochschullehrer an verschiedenen Hochschulen in São Paulo. Er ist Mitglied der brasilianischen Partei Partido dos Trabalhadores. Vom 27. März 2006 bis zum 1. Januar 2015 war er Finanzminister in Brasilien in den Regierungskabinetten von Luiz Inácio Lula da Silva und Dilma Rousseff.